# Фостер, Престон
Престон Фостер (англ. Preston Foster), имя при рождении Престон Стрэттон Фостер (англ. Preston Stratton Foster; 24 августа 1900 — 14 июля 1970) — американский актёр театра, кино и телевидения, более всего известный ролями в фильмах 1930—1950-х годов.
За время своей кинокарьеры Фостер сыграл в таких значимых фильмах, как «Я — беглый каторжник» (1932), «Две секунды» (1932), «Леди, о которых говорят» (1933), «Зарница» (1934), «Осведомитель» (1935), «Дневник Гуадалканала» (1943), «Роджер Туи, гангстер» (1944), «Долина решимости» (1945), «Я застрелил Джесси Джеймса» (1949) и «Тайны Канзас-Сити» (1952).
На телевидении Фостер играл главную роль в 78 эпизодах телесериала «Порт» (1954-55), а в 1961 году сыграл в 12 эпизодах сериала «Стрелок».
В послевоенные годы Фостер также выступал как эстрадный композитор и певец.

## Ранние годы и театральная карьера
Престон Фостер родился 24 августа 1900 года в городе Ошен-Сити, Нью-Джерси, в семье художника, он был старшим из троих детей. С детских лет Фостер выступал в церковном хоре в родном городе. Одарённый, по словам историка кино Хэла Эриксона, «сильным певческим голосом и крепким, мускулистым телом», Фостер стал одним из заметных членов Оперного театра Пенсильвании в Питтсбурге, а в конце 1920-х годов стал играть на бродвейской сцене.
В период с 1929 по 1932 год Фостер сыграл в пяти бродвейских спектаклях, среди которых комедия «Поздравление» (1929), драма «Семь» (1929-30), комедия «Все леди» (1930), драма «Две секунды» (1931) и «У Адама было два сына» (1932).

## Карьера в кино в 1929—1967 годах
С 1929 года, параллельно с бродвейской карьерой, Фостер начал сниматься в кино, а в 1932 году переехал в Голливуд, чтобы полностью посвятить себя кинематографу. Первоначально Фостер играл отрицательных персонажей, таких как бунтующий заключённый камеры смертников в фильме «Последняя миля» (1932). В том же году Фостер сыграл в классической драме о заключённых «Я — беглый каторжник» (1932) с Полом Муни в главной роли. 

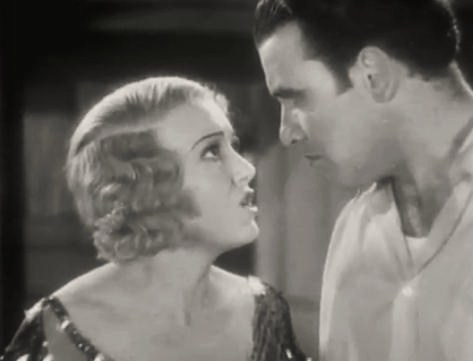
Престон Фостер в фильме «Две секунды» (1932)

Одной из первых значимых работ Фостера стала также роль лучшего друга главного героя в криминальной мелодраме «Две секунды» (1932), которую годом ранее он исполнял в бродвейской постановке. При оценке фильма кинообозреватель Мордант Холл в «Нью-Йорк Таймс» отметил исполнителя главной роли Эдварда Г. Робинсона, который «создаёт потрясающе сильный образ», при этом высоко оценив и игру других актёров, включая Фостера. В криминальной мелодраме «Леди, о которых говорят» (1933) Фостер сыграл влиятельного проповедника и борца с коррупцией, который влюбляется в преступницу в исполнении Барбары Стэнвик. Как отметил обозреватель «Нью-Йорк Таймс» Андре Сеннвальд, «Стэнвик и Фостер умело исполняют главные роли, однако в самой их истории очень мало правдоподобия». В криминальной мелодраме «Зарница» (1934) он сыграл главную мужскую роль грабителя и убийцы, у которого когда-то был роман с главной героиней. Год спустя Фостер выдал «сильную игру в сложной роли предводителя ирландских повстанцев» в исторической драме Джона Форда «Осведомитель» (1935). Фостер не менее реалистично сыграл «рычащего, бросившего семью гангстера, который любыми средствами стремится добиться условно-досрочного освобождения», в криминальной мелодраме «Враг народа» (1935).
Помимо криминальных картин Фостер играл заметные роли и в фильмах других жанров. В частности, он исполнил главную амбициозного кузнеца, ставшего гладиатором, в исторической мелодраме «Гибель Помпеи» (1935). Как написал историк кино Джей С. Стейнберг, фильм «был сделан в период пика голливудской карьеры Фостера, и он выдал достойную работу в качестве главного героя, чей постоянный поиск искупления в конце концов достигает своей цели». Он также сыграл роль конкурента и коллегу, а также романтического партнёра главной героини в биографической драме о женщине-снайпере «Энни Окли» (1935). Андре Сеннвалд в «Нью-Йорк Таймс» высоко оценил актёрскую игру в фильме, написав, что «Стэнвик великолепна в заглавной роли, это её самая сильная игра за долгое время», а «Фостер столь же убедителен в роли не реализовавшего себя Тоби Уокера». Фостер также запомнился исполнением главной роли «героического офицера американской армии» в вестерне «Джеронимо» (1940).

Во время Второй мировой войны Фостер служил в Береговой охране США, где дослужился до звания капитана, а позднее получил почётный ранг командора Береговой охраны. В 1943 году Фостер запомнился в роли «смиренного капеллана с мягким голосом», который по-отечески проводит службу для морских пехотинцев перед атакой на Тихоокеанском фронте в военной драме «Дневник Гуадалканала» (1943). 

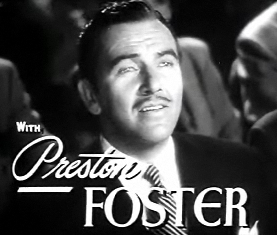
Престон Фостер в фильме «Дважды благословлённый» (1945)

Год спустя вышла биографическая драма «Роджер Туи, гангстер» (1944), в которой Фостер сыграл заглавную роль знаменитого гангстера. Этот фильм, съёмки которого были завершены в 1942 году, по словам Эриксона, «с трудом оказался на экране лишь после того, как был серьёзно порезан и перемонтирован по требованию как ФБР, так и офиса Хейса», и всё равно получил очень ограниченный прокат.
В послевоенный период карьера Фостера пошла на спад. Он снялся в низкобюджетном фильме нуар «Преследуемая» (1948) в роли детектива полиции, который арестовывает свою возлюбленную по обвинению в ограблении, а после её выхода на свободу снова устраивает на неё охоту, подозревая в убийстве. Как написал историк кино Артур Лайонс, «одержимость копа своей бывшей подружкой предвосхищает тему сталкеров, которая станет более чем знакомой по новостным заголовкам сорок лет спустя». Год спустя вышел коммерчески успешный вестерн Сэмюэла Фуллера «Я застрелил Джесси Джеймса» (1949), который рассказывал о жизни Роберта Форда после того, как тот застрелил Джесси Джеймса. У Форда возникло соперничество из-за женщины с неким Джоном Келли (его сыграл Фостер), который в итоге и убил Форда.

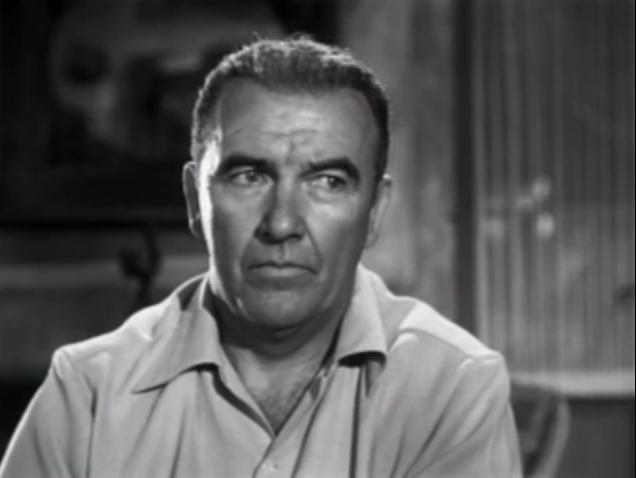
Престон Фостер в фильме «Тайны Канзас-Сити» (1952)

Наконец, в отличном фильме нуар «Тайны Канзас-Сити» (1952) Фостер сыграл уволенного капитана полиции, который разрабатывает изощрённый план мести своим бывшим коллегам, рассчитывая ограбить банк, присвоить украденные деньги, уничтожить нанятых им грабителей и «раскрыть» ограбление, посрамив департамент полиции. Босли Краузер в «Нью-Йорк Таймс» невысоко оценил картину, отметив, что «Нэвилл Брэнд, Джек Элам и Престон Фостер не сияют в своих ролях, а смотрятся как тусклые представители мира жестокости, которая наполняет и разъедает этот жалкий фильм». С другой стороны, современный кинокритик Крейг Батлер высоко оценил актёрскую игру в фильме, написав, что режиссёру «Карлсону помогают его актёры, где Престон Фостер и Ли Ван Клиф великолепны в ролях плохих парней, а восхитительная Колин Грэй ужасно привлекательна в качестве хорошей девушки». В фильме нуар по роману Микки Спиллейна «Суд — это я» (1953) Фостер сыграл капитана отдела убийств, близко знакомого с частным детективом Майком Хаммером. Каждый из них ведёт расследование убийства армейского товарища Хаммера, при этом капитан помогает Майку, но пытается удержать его от самосуда. Хотя сам фильм был воспринят критикой скорее негативно, тем не менее актёрская игра, кроме исполнителя главной роли, получила высокую оценку. Так, по мнению обозревателя «Нью-Йорк Таймс» Говарда Томпсона, хотя назначение Биффа Элиота на роль Майка Хаммера было ошибкой, тем не менее «Престон Фостер, Пегги Кастл, Маргарет Шеридан, Алан Рид и Джон Куолен стараются изо всех сил». Современный киновед Дэвид Хоган выделил среди актёрского состава «Престона Фостера в роли невероятно услужливого копа», Майкл Кини также отметил Фостера в роли детектива отдела убийств, который «пытается удерживать Эллиота в рамках».

## Музыкальная карьера
В 1948 году Фостер в качестве композитора и певца создал вместе с женой Шейлой Дарси и гитаристом Джином Лейсом музыкальное трио, с которым выступал на радио и в клубах.

## Карьера на телевидении
На протяжении 1954—1955 годов Фостер играл главную роль шкипера буксира, любителя приключений и семьянина, капитана Джона Хэррика в 78 эпизодах популярного телесериала «Порт». В 1961 году вышло 12 эпизодов вестерна «Стрелок», где Фостер играл главную роль командующего гарнизоном, капитана Закари Вингейта, которому подчиняется молодой агент, осуществляющий под видом независимого стрелка правосудие на вверенной капитану территории.

## Актёрское амплуа и анализ творчества
Фостер был, по словам «Нью-Йорк Таймс», настоящим «голливудским профессионалом, про которого режиссёры говорили, что работать с ним одно удовольствие». В 1930-е годы он был хорошо знаком кинозрителям, а в 1950-е годы — телезрителям, когда играл шкипера буксира капитана Джона в сериале «Порт». Здоровый и темноволосый, ростом 190 см и весом 90 килограммов, Фостер, казалось, идеально подходил на любую роль, которая связана с приключениями или демонстрацией человеческой выносливости — это могли быть и гладиаторские арены древних Помпей, и территория войны с индейцами на американском Западе, и тропические джунгли южной части Тихого океана во время Второй мировой войны. Играя на протяжении более чем двух десятилетий как героев, так и злодеев, «он был в равной степени на своём месте как в роли детективов, которые преследуют преступников, так и в роли преступников, которых преследуют детективы», но чаще ему приходилось играть отрицательные роли. Когда его однажды спросили, не возражает ли он против того, чтобы играть отрицательных персонажей, таких как его герой во «Враге народа», Фостер ответил: «Я нет, но моя мама возражает. Каждый раз, когда я играю такую роль, она пишет: „Это была хорошая картина, Престон, но обязательно ли тебе играть такие роли?“».

## Личная жизнь
С 1925 по 1945 год Фостер был женат на актрисе Гертруде Уоррен, в 1939 году они удочерили девочку Стефани. Через год после развода, в 1946 году Фостер женился на актрисе Шейле Дарси. Их брак продлился в течение 24 лет вплоть до его смерти.

## Смерть
Престон Фостер умер 14 июля 1970 года в Ла-Холья после продолжительной болезни в возрасте 69 лет.

## Фильмография
| Год       |     | Русское название                         | Оригинальное название                    | Роль                                          |
| --------- | --- | ---------------------------------------- | ---------------------------------------- | --------------------------------------------- |
| 1929      | кор | Мордобойщик                              | Pusher-in-the-Face                       |                                               |
| 1929      | ф   | Ничего кроме правды                      | Nothing But the Truth                    | посетитель ночного клуба (в титрах не указан) |
| 1930      | ф   | Поднять головы                           | Heads Up                                 | Блейк                                         |
| 1930      | ф   | Следуй за лидером                        | Follow the Leader                        | Терри Ту-Ган                                  |
| 1931      | ф   | Его женщина                              | His Woman                                | член экипажа (в титрах не указан)             |
| 1932      | ф   | Две секунды                              | Two Seconds                              | Бад Кларк                                     |
| 1932      | ф   | Доктор Икс                               | Doctor X                                 | доктор Уэллс                                  |
| 1932      | ф   | Последняя миля                           | The Last Mile                            | Джон «Киллер» Миллс                           |
| 1932      | ф   | Жизнь начинается                         | Life Begins                              | доктор Бретт                                  |
| 1932      | ф   | Средний американец                       | The All-American                         | Стив Келли                                    |
| 1932      | ф   | Я — беглый каторжник                     | I Am a Fugitive from a Chain Gang        | Пит                                           |
| 1932      | ф   | Вы сказали много                         | You Said a Mouthful                      | Эд Довер                                      |
| 1933      | ф   | Леди, о которых говорят                  | Ladies They Talk About                   | Дэвид Слейд                                   |
| 1933      | ф   | Элмер великий                            | Elmer, the Great                         | Уокер                                         |
| 1933      | ф   | Опасные перекрёстки                      | Dangerous Crossroads                     | главарь банды                                 |
| 1933      | ф   | Коррупция                                | Corruption                               | Тим Батлер                                    |
| 1933      | ф   | Человек, который отважился               | The Man Who Dared                        | Джэн Новак                                    |
| 1933      | ф   | Напарник дьявола                         | The Devil's Mate                         | инспектор О’Брайен                            |
| 1933      | ф   | Охотники за сенсациями                   | Sensation Hunters                        | Том Бэйлор                                    |
| 1933      | ф   | Шумиха                                   | Hoop-La                                  | Нифти Миллер                                  |
| 1933      | кор | Прямо за углом                           | Just Around the Corner                   | Тим, сотрудник офиса                          |
| 1934      | ф   | Зарница                                  | Heat Lightning                           | Джордж                                        |
| 1934      | ф   | Ангел верфи                              | Wharf Angel                              | Комо Мёрфи                                    |
| 1934      | ф   | Поезд на Восток                          | Sleepers East                            | Джейсон Эверетт                               |
| 1934      | ф   | Оркестр продолжает играть                | The Band Plays On                        | Хоуди Харди                                   |
| 1935      | ф   | Незнакомцы все                           | Strangers All                            | Мюррей Картер                                 |
| 1935      | ф   | Враг народа                              | The People's Enemy                       | Винс М. Фэлкоун                               |
| 1935      | ф   | Осведомитель                             | The Informer                             | Дэн Галлахер                                  |
| 1935      | кор | Ночь в Билтмор-Боул                      | A Night at the Biltmore Bowl             | Престон Фостер                                |
| 1935      | ф   | Аризонец                                 | The Arizonian                            | Тэкс Рэндолф                                  |
| 1935      | ф   | Гибель Помпеи                            | The Last Days of Pompeii                 | Маркус                                        |
| 1935      | ф   | Энни Окли                                | Annie Oakley                             | Тоби Уокер                                    |
| 1935      | ф   | Мы просто люди                           | We're Only Human                         | детектив, сержант Пит «Мак» Маккаффри         |
| 1936      | ф   | Встряхнуть их                            | Muss 'em Up                              | Типпеканоэ «Тип» О’Нил                        |
| 1936      | ф   | Любовь перед завтраком                   | Love Before Breakfast                    | Скотт Миллер                                  |
| 1936      | ф   | Плуг и звёзды                            | The Plough and the Stars                 | Джек Клитероу                                 |
| 1937      | ф   | Мы, кто может умереть                    | We Who Are About to Die                  | Стивен Мэтьюз                                 |
| 1937      | ф   | Морские дьяволы                          | Sea Devils                               | Майкл «Майк» О’Шэй                            |
| 1937      | ф   | Изгои покерной квартиры                  | The Outcasts of Poker Flat               | Джон Оукхёрст                                 |
| 1937      | ф   | Любовь непобедима                        | You Can't Beat Love                      | Джеймс Эллсворт «Джимми» Хьюз                 |
| 1937      | ф   | Дело Вестленда                           | The Westland Case                        | Билл Крейн, частный детектив                  |
| 1937      | ф   | Первая леди                              | First Lady                               | Стивен Уэйн                                   |
| 1938      | ф   | Все это делают                           | Everybody's Doing It                     | Брюс Кин                                      |
| 1938      | ф   | Двойная опасность                        | Double Danger                            | Боб Крейн                                     |
| 1938      | ф   | Дама в морге                             | The Lady in the Morgue                   | детектив Билл Крейн                           |
| 1938      | ф   | Армейская девочка                        | Army Girl                                | капитан Дайк Конгер                           |
| 1938      | ф   | Шторм                                    | The Storm                                | Джек Стейси                                   |
| 1938      | ф   | Патрулирующая подводная лодка            | Submarine Patrol                         | лейтенант Джон С. Дрейк                       |
| 1938      | ф   | Вверх по реке                            | Up the River                             | »Чиппер» Морган                               |
| 1938      | ф   | Последнее предупреждение                 | The Last Warning                         | Билл Крейн                                    |
| 1939      | ф   | Сообщество контрабандистов               | Society Smugglers                        | Салли                                         |
| 1939      | ф   | Преследующая опасность                   | Chasing Danger                           | Стив Митчелл                                  |
| 1939      | ф   | Новости делают по ночам                  | News Is Made at Night                    | Стив Драм                                     |
| 1939      | ф   | 20 000 человек в год                     | 20,000 Men a Year                        | Джим Хауэлл                                   |
| 1939      | ф   | Пропавшая улика                          | Missing Evidence                         | Билл Коллинз                                  |
| 1939      | ф   | Джеронимо                                | Geronimo                                 | капитан Билл Старретт                         |
| 1940      | ф   | Девушка из кафе                          | Cafe Hostess                             | Дэн Уолтерс                                   |
| 1940      | ф   | Северо-западная конная полиция           | North West Mounted Police                | сержант Джим Бретт                            |
| 1940      | ф   | Луна над Бирмой                          | Moon Over Burma                          | Билл Гордон                                   |
| 1941      | ф   | Окружение                                | The Roundup                              | Грег Лейн                                     |
| 1941      | ф   | Незаконченный бизнес                     | Unfinished Business                      | Стив Данкан                                   |
| 1942      | ф   | Секретный агент Японии                   | Secret Agent of Japan                    | Рой Боннелл                                   |
| 1942      | ф   | Джентльмен в темноте                     | A Gentleman After Dark                   | лейтенант Том Гейнор                          |
| 1942      | ф   | Ночь в Новом Орлеане                     | Night in New Orleans                     | лейтенант полиции Стив Эбботт                 |
| 1942      | ф   | Малый Токио, США                         | Little Tokyo, U.S.A.                     | Майкл Стил                                    |
| 1942      | ф   | Громовержцы                              | Thunder Birds                            | Стив Бритт                                    |
| 1942      | ф   | Американская империя                     | American Empire                          | Пэкстон Брайс                                 |
| 1943      | ф   | Мой друг Флика                           | My Friend Flicka                         | Роб Маклафлин                                 |
| 1943      | ф   | Дневник Гуадалканала                     | Guadalcanal Diary                        | отец Доннелли                                 |
| 1944      | ф   | Тайна бермуд                             | Bermuda Mystery                          | Стив Каррамонд                                |
| 1944      | ф   | Роджер Туи, гангстер                     | Roger Touhy, Gangster Роджер Туи         |                                               |
| 1945      | ф   | Грозовая туча – сын Флики                | Thunderhead - Son of Flicka              | Роб Маклафлин                                 |
| 1945      | ф   | Долина решимости                         | The Valley of Decision                   | Джим Бреннан                                  |
| 1945      | ф   | Дважды благословлённый                   | Twice Blessed                            | Джефф Тёрнер                                  |
| 1946      | ф   | Девушки Харви                            | The Harvey Girls                         | судья Сэм Пёрвис                              |
| 1946      | ф   | Танжер                                   | Tangier                                  | полковник Хосе Артиего                        |
| 1946      | ф   | Странный треугольник                     | Strange Triangle                         | Сэм Крейн                                     |
| 1946      | ф   | Внутреннее задание                       | Inside Job                               | Барт Мэдден                                   |
| 1947      | ф   | Шомпол                                   | Ramrod                                   | Фрэнк Айви                                    |
| 1947      | ф   | Король диких лошадей                     | King of the Wild Horses                  | Дейв Таггерт                                  |
| 1948      | ф   | Преследуемая                             | The Hunted                               | Джонни Сэксон                                 |
| 1948      | ф   | Раскат грома                             | Thunderhoof                              | Скотт Мейсон                                  |
| 1949      | ф   | Я застрелил Джесси Джеймса               | I Shot Jesse James                       | Келли                                         |
| 1949      | ф   | Большой кот                              | The Big Cat                              | Том Эггерс                                    |
| 1950      | ф   | Они становятся жёстче                    | The Tougher They Come                    | Джо Маккинли                                  |
| 1951      | ф   | Трое отчаянных мужчин                    | Three Desperate Men                      | Том Дентон                                    |
| 1951      | ф   | Томагавк                                 | Tomahawk                                 | полковник Каррингтон                          |
| 1951      | ф   | Большой нефтяной фонтан                  | The Big Gusher                           | Генри «Хэнк» Мейсон                           |
| 1951      | ф   | Долгая ночь                              | The Big Night                            | Энди Ламейн                                   |
| 1952      | ф   | Территория Монтаны                       | Montana Territory                        | шериф Генри Пламмер                           |
| 1952      | ф   | Тайны Канзас-Сити                        | Kansas City Confidential                 | Тим Фостер                                    |
| 1953      | ф   | Закон и порядок                          | Law and Order                            | Курт Дёрлинг                                  |
| 1953      | ф   | Дочь маршала                             | The Marshal's Daughter                   | Престон Фостер, игрок в покер                 |
| 1953      | ф   | Суд – это я                              | I, the Jury                              | капитан Пэт Чамберс                           |
| 1953—1958 | с   | Театр звезд от «Шлитц» (2 эпизода)       | Schlitz Playhouse of Stars               | Боб Худ                                       |
| 1953      | с   | Телевизионный театр от «Форд»            | The Ford Television Theatre              |                                               |
| 1953      | с   | Театр от «Дженерал Электрик»             | General Electric Theater                 |                                               |
| 1954—1955 | с   | Порт (78 эпизодов)                       | Waterfront                               | капитан Джон Херрик                           |
| 1955      | с   | Письмо к Лоретте                         | Letter to Loretta                        |                                               |
| 1957      | ф   | Цель 60 000                              | Destination 60,000                       | полковник Эд Бакли                            |
| 1958      | с   | Джейн Уаймен представляет Театр у камина | Jane Wyman Presents The Fireside Theatre | полковник Дэн Макгэнн                         |
| 1958      | с   | Сансет-Стрип, 77                         | 77 Sunset Strip                          | босс Гейтс                                    |
| 1961      | с   | Стрелок (12 эпизодов)                    | Gunslinger                               | капитан Закари Вингейт                        |
| 1961      | с   | Разбойники                               | Outlaws                                  | майор Рамсур                                  |
| 1961      | с   | Цель: Коррупционеры                      | Target: The Corruptors                   | Харви Брейген                                 |
| 1962      | с   | Одиннадцатый час                         | The Eleventh Hour                        | Филипп Грин                                   |
| 1963      | ф   | Человек из Галвестона                    | The Man from Galveston                   | судья Гомер Блэк                              |
| 1964      | ф   | Путешественники во времени               | The Time Travelers                       | доктор Эрик фон Штейнер                       |
| 1967      | ф   | Ты должен быть разумным                  | You've Got to Be Smart                   | окружной прокурор Григгс                      |
| 1967      | ф   | Чубаско                                  | Chubasco                                 | Ник                                           |